# Říšský kníže

Heraldický klobouk říšských knížat – tzv. Fürstenhut

Titul kníže Svaté římské říše (též říšský kníže, německy Reichsfürst) mohl mít dva významy, jeden politický, spojený s ústavou Svaté říše římské, a druhý spíše heraldický, jako specifický šlechtický titul.
Původní význam, vzniklý ve středověku, byl čistě politický. Byli to všichni z těch „knížat“, kteří byli svobodnými pány bezprostředně při císařském majestátu (reichsunmittelbar) a byli říšskými stavy. Jednalo se o podobný výraz jako „královští baroni“ užívaný v monarchiích západního typu, především normanských. V Německu, na rozdíl od zbytku Evropy, se někteří svobodní páni stali panovníky, a jako takoví byli uznáváni i ve Vestfálském míru, jakož i v panovnické organizaci, kterou byla Svatá říše římská. V tomto významu byli „knížaty“ také bezprostřední svobodní páni s nejvyššími šlechtickými tituly, od nejvyššího z nich, krále českého, přes vévody, markrabata, lankrabata, až po některá hrabata (někdy zvaná „říšská hrabata“). Až do 17. století neexistoval v Německu šlechtický titul „kníže“.
„Říšská knížata“ (Fürsten) v tomto politicko-konstitučním významu tvořila nejprve dva sbory Říšského sněmu (německy Reichstag): „Kolegium Kurfiřtů“ (knížat volících císaře) a „Kolegium knížat“. Druhý sbor byl někdy rozdělen na dvě „lavice“, a to knížata církevní a světská. Světská (laická) knížata byla sdružena v lavici sekulární (Weltliche Bank), církevní knížata v lavici duchovní (Geistliche Bank) zvané také někdy lavice církevní (Kirchliche Bank). Počet světských knížat se měnil v průběhu času, přičemž bylo několik šlechtických rodů na základě změny říšské ústavy povýšeno v polovině 17. století (a také později) na tzv. „Nová říšská knížata“.

## Vznik a dějiny knížecího stavu ve Svaté říši římské

### Počátky
Knížecí stav má svůj, nejen etymologický, původ v antice, především v Římské říši, kde se výrazem Princeps (doslova první) označoval konzul senátu a posléze císař. Druhým zdrojem tradice byli germánští, v menší míře také slovanští vojenští náčelníci, původně volení svým kmenem jen v době války a v pramenech označovaní latinským termínem Dux, což lze nejpřesněji v daném kontextu přeložit jako vojvoda. Bezprostředně po tzv. Translatio imperii, tedy přenesení císařské hodnosti z Byzance na Karla Velikého a po jeho císařské korunovaci r. 800, tradičně považované za počátek Svaté říše římské, knížecí stav v říši, stejně jako dědičná šlechta obecně, ještě neexistovaly. Po rozdělení říše a zejména s nástupem Jindřicha Ptáčníka na východofranský trůn se však již projevil význam obnovených germánských kmenových vévodství: Saska, Frank, Bavorska a Švábska a k nim později přidružené Lotharingie. Vévodové, jejichž země tehdy ještě dohromady zahrnovaly celé území říše, se tak stali prvními říšskými knížaty, i když jejich hodnost ještě nebyla dědičná. Královská korunovace Oty Velikého, při které obdrželi jednotliví vévodové různé ceremoniální úkoly, se považuje za počátek vydělování později nejmocnějších knížat - kurfiřtů. V době vlády Otonů došlo k protežování biskupů a prelátů na úkor světské šlechty. Duchovní osoby rozšiřovaly svůj vliv i v sálském období, kdy církev obecně sílila. Položil se tak základ budoucího stavu duchovních knížat. Již od 10. století získávali biskupové i některé významné kláštery říšská léna nezávislá na pravomoci vévodů a pod císařskou ochranou (Exempcio imperatoris, kaiserliche Schutz). Výraz Princeps imperii (říšský kníže) byl v 10. a 11. století užíván ještě značně nedůsledně, pokud vůbec. Již tehdy se ale označení "kníže" rozšířilo z vévodů a biskupů např. na markrabata některých pohraničních marek. Součástí říše se v 10.-12. století stávají také některá slovanská kmenová knížectví, jejichž panovníci však nejsou až do r. 1348 přijati za plnoprávná říšská knížata. Práva a povinnosti říšských knížat přesněji vymezila až tzv. Gelnhausenská listina (Gelhäuser Urkunde) císaře Fridricha Barbarossy, vydaná r. 1180. Podle některých výkladů před jejím vydání žádná říšská knížata v později běžně užívaném smyslu toho výrazu vůbec neexistovala. Gelnhausenská listina ovšem nebyla vydána za účelem definice práv a povinností říšských knížat, císař touto listinou rozdělil svým věrným Saské a Bavorské vévodství Jindřicha Lva, uvrženého do klatby. Rozdělení držav nejmocnějšího z říšských knížat (považovaného nejen německou historiografií za vůbec nejmocnějšího knížete v celých dějinách říše) se ve vedlejším efektu nevyhnulo přesnému vymezení povinností a práv nových držitelů lén. Významným rozšířením pravomoci knížat pak představovala listina císaře Fridricha II., zvaná Statutum in favorem principum (Ustanovení ve prospěch knížat) a vydaná r. 1231 ve Wormsu.

### Stará knížata
Gelnhausenská listina i ustanovení z Wormsu vymezily práva knížat. Šlechtické hodnosti vyšší říšské šlechty se postupně, od nižších k vyšším, stávaly dědičnými, s čímž byla přímo spojená také dědičnost lén. V průběhu středověku také stále přibývalo osob v knížecím stavu na základě panovnického povyšování lankrabat, falckrabat, markrabat či jen hrabat a purkrabích. Výslovný titul knížete byl mimořádně vzácný (např. jej získala r. 1163 hrabata z Orange a r. 1218 hrabata z Anhaltu) Knížata byla oficiálně nejbližšími spolupracovníky římsko-německých panovníků a účastnila se tzv. říšských dvorských sněmů, i když pevná organizace říšských stavů se vyvinula teprve na sklonku středověku. Předpokládá se, že říšská knížata původně společně volila římského krále v dobách, kdy vymřela panující dynastie (Otoni, Sálci), ovšem již od vymření Štaufů se ustálila tradice sedmi volitelů - kurfiřtů, právně ztvrzená Zlatou bulou r. 1356. Až do 13. století platí v říši téměř bez výjimky pravidlo, že vyšší říšský šlechtic, tedy i některý z knížat, přijímá osobní titul podle země, které vládne (např. v markrabství markrabě) bez ohledu na případné další tituly jeho rodiny a rodu. Pro všechna stará knížata navíc platilo, že všichni synové a dcery knížete dědí jeho titul. Před zavedením primogenitury (v Německu obvykle v 16.-18. století) se také rodové statky dělily mezi syny rovným dílem. Původní nařízení císařů, zakazující dělení vévodství, bylo porušeno již na počátku 13. století v případě Bavorsko a neujalo se. Podařilo se ale prosadit zákaz dělit kurfiřtství. Obvykle ale ne všechny země kurfiřtů měly status kurfiřtství (např. v Sasku šlo jen o tzv. Kurfiřtský kraj) a se zbytkem mohla tato nejmocnější říšská knížata nakládat takřka volně. Ještě během 13. a 14. století upřednostňovala královská a císařská moc duchovní a tedy nedědičná knížata před světskými, což se projevovalo především při povyšování knížat nových. Přesto však počet světských knížat vůči duchovním pozvolna narůstal.
Zásadní změnu v postavení říšských knížat přinesla reforma říše z r. 1489. Tehdy byla namísto dosavadních nahodilých říšských dvorských sněmů zřízena instituce pravidelného říšského sněmu. Ten sice ještě nezasedal nepřetržitě, ale měl být svolán při projednání jakékoli významnější říšské záležitosti a významnější subjekty - nyní již pevně definované říšské stavy - se měly na rozhodování o těchto otázkách spolupodílet s císařem a kurfiřty. Říšský sněm se dělil na tři kurie - kurfiřtskou, knížecí a kurii říšských měst. Právě existence knížecí kurie definovala plně říšský knížecí stav, který se nemohl opřít o jednotnou titulaturu ani o nějaký jiný jednoznačný distinkční znak (např. ne všichni markrabí či purkrabí byli říšskými knížaty). Knížata, uvedená na říšský sněm před rokem 1582 se v dobové právnické a státoprávní literatuře označovala jako knížata stará.

#### Hierarchie ve Svaté říši římské
V říši existovaly v principu dvě formy hierarchie říšské šlechty. Jednak politická, vymezená říšskými ústavními dokumenty a jednak hierarchie titulární, podle držené šlechtické hodnosti. Z politického hlediska byla důležitá pouze první, pro prestižní, precedenční a sňatkové otázky nabývala na významu i druhá z hierarchií.
| Stavovsko-politická a titulární hierarchie v říši                                                                                       | Stavovsko-politická a titulární hierarchie v říši             |
| Stavovská "politická" hierarchie | Titulární hierarchie (jen šlechta)                            |
| --- | ------------------------------------------------------------- |
| císař/(římský) král; (je-li král pomazán ještě za císařova života a vládnou-li oba společně, pak existuje král i jako zvláštní hodnost) | císař                                                         |
| císař/(římský) král; (je-li král pomazán ještě za císařova života a vládnou-li oba společně, pak existuje král i jako zvláštní hodnost) | římský král                                                   |
| kurfiřt | král (český, bavorský, württemberský)                         |
| kurfiřt | kurfiřt (vévoda, markrabě, falckrabě apod.)                   |
| kníže (duchovní či světský), říšská města                                                                                               | vévoda                                                        |
| kníže (duchovní či světský), říšská města                                                                                               | ostatní "stará" knížata (lankrabě, falckrabě, markrabě apod.) |
| kníže (duchovní či světský), říšská města                                                                                               | ("nový") kníže                                                |
| hrabě, svobodný pán, říšský prelát (kuriální hlas)                                                                                      | ("nový") kníže                                                |
| hrabě, svobodný pán, říšský prelát (kuriální hlas)                                                                                      | hrabě                                                         |
| hrabě, svobodný pán, říšský prelát (kuriální hlas)                                                                                      | svobodný pán                                                  |
| říšské rytířstvo | hrabě                                                         |
| říšské rytířstvo | svobodný pán                                                  |
| říšské rytířstvo | prostý šlechtic                                               |

### Středověká okněžněná hrabata
V pozdním středověku se jako jakýsi mezistupeň mezi hrabaty a knížaty objevuje titul okněžněného hraběte (např. roku 1366 hrabata z Walramovy linie rodu Nasavských). Jako šlechtický mezistupeň se titul neudržel, ale v novověku se titul okněžněného hrabství, lankrabství či purkrabství stal častým názvem říšských lén „nových knížat“.

### Nová knížata
Dosavadní vzácné povyšování do knížecího stavu, obnášející zhruba 5-10 nových knížat za každé století, doznala zásadní změnu v roce 1623. Tehdy císař Ferdinand II. na tzv. knížecím sněmu (Fürstentag) v Řezně povýšil najednou více než deset osob do knížecího stavu. To vyvolalo vlnu odporu ze strany říšských knížat, ale i hrabat a ostatních stavů. Nelibost nevyvolával jen počet nových knížat, ale především okolnost, že řada z nich pocházela z císařových vlastních zemí (tj. z Rakouska či Čech)a dosud nikdy nepodléhala přímo říši. Někteří z nově povýšených navíc „přeskočili“ hraběcí hodnost, které nikdy nedosáhli. Napětí jistě nemírnilo ani to, že mezi vyznamenanými byl jen jeden evangelík, který se navíc povýšení do knížecího stavu vzdal. Zásadní třecí plochou byla ovšem dosavadní praxe, podle které pouze císař měl právo povyšovat do knížecího stavu a takové povýšení bylo chápáno jako automatický předstupeň k získání místa a hlasu na říšském sněmu, k čemuž byl ovšem vedle císařovy vůle nutný ještě souhlas kurfiřtů. Ostatní knížata se cítila poškozena na svých právech, neboť se nemohla podílet na rozhodování o tom, kdo na sněm bude přijat. Skutečnost, že již během 16. století a na počátku století 17. došlo k povýšení několika osob do knížecího stavu, které nezískaly místo a hlas a ani o něj neusilovaly, nemohla dosavadní říšská uklidnit. Císař i přítomná nová knížata totiž dali v Řezně najevo, že se s jejich uvedením na sněm, alespoň u většiny z nich, dopředu počítá. Spor se ovšem nevyhrotil hned roku 1623, protože k uvedení k získání hlasu na říšském sněmu mohlo dojít teprve na řádném sněmovním zasedání, a to se konalo až roku 1640.
Právě na řádném říšském sněmu v l. 1640-41 přišla tato otázka výrazněji na přetřes. Císař Ferdinand III. tehdy usiloval o místo a hlas pro knížata Hohenzollern-Hechingen, Eggenberga a Lobkovice. Sněm vyslovil souhlas pouze s přijetím prvního z nich s odůvodněním, že druzí dva jsou knížaty v dědičných zemích, v říši nevlastní svobodný (tj. bezprostřední) majetek a neplatí ani říšskou berni v některém z říšských krajů. Sněm vyjádřil pouze ochotu tato knížata přijmout tehdy, budou-li tyto podmínky naplněny. Obě knížata skutečně tento svobodný majetek získala a na dalším sněmovním zasedání v l. 1653-1654 bylo dosaženo jejich přijetí. Na sněmech v l. 1653-54 a 1656 se pak dosáhlo zásadnější úpravy v říšské ústavě, kterou s konečnou platností ztvrdila volební kapitulace císaře Leopolda I. v roce 1658. Tehdy došlo k prosazení tzv. teritoriálního principu hlasování, který přenášel platné knížecí hlasy z osob na jejich knížectví. Zároveň stanovoval, že povyšování do jakýchkoli šlechtických hodností, včetně hodnosti knížecí, zůstává výsadním právem (tzv. rezervátním, lat. Iurum reservatum) císaře, ovšem k přijetí na říšský sněm je nutné nejen povýšení do knížecího stavu, ale i návrh císaře, doporučení kurfiřtů a souhlas celého říšského sněmu (včetně např. souhlasu kurie říšských měst). Místo a hlas na říšském sněmu také mohl získat jen ten kníže, který v říši držel bezprostřední (reichsunmittelbar) léno, uznané většinou říšských stavů za dostatečné. Z tohoto léna byl pochopitelně povinen odvádět říšskou daň a případně stavět rekruty pro říšské vojsko, přesně tak, jako to bylo povinností všech dosavadních říšských knížat zastoupených na sněmu. Knížata, přijatá po roce 1653 tak byla nazývána novými knížaty, případně novoknížecími rody (neufürstliche Häuser). Protože v letech 1582-1653 nebyla žádná nová knížata přijata, byl zpětně za hraniční, tzv. normálový rok (Normaljahr) stanoven rok 1582, kdy byl na sněm uveden rod Arenbergů, označený nyní za nejmladší ze staroknížecích rodů. Celkem bylo vytvořeno 18 nových hlasů, na které byly novoknížecí rody opravdu instalovány, jeden z nových rodů, Lambergové, získal krátce sněmovní hlas za staroknížecí území, lankrabství Leuchtenberg, ovšem tato epizoda z víru války o španělské dědictví neměla dlouhé trvání (léta 1709-14). Roku 1803 pak po Závěrečném usnesení říšské deputace vznikla řada nových hlasů, žádný z těchto rodů, však již nestihl být na sněm uveden před zánikem říše. Pro poreformační časy „nových knížat“ je příznačné, že na sněm již nebyla uváděna žádná knížata duchovní. Pouze opatům z Muri bylo r. 1701 místo na sněmu nabídnuto, ti jej ovšem nevyužili.

#### "Staronová" říšská knížectví
Pravidlo o roku 1582 jako hranici mezi starými a novými knížecími virilními hlasy ovšem nebylo dodrženo zcela bez výjimky. Několik knížecích hlasů bylo v roce 1654 označeno za hlasy staroknížecí, ačkoli k přijetí jejich knížectví na sněm a k získání virilního hlasu došlo teprve v "mezidobí" v l. 1582-1653, případně ještě později. Na druhou stranu šlo vždy o knížectví staroknížecích dynastií, která se oddělila od jiných knížectví, ovládaných některou rodovou primogeniturou. Byla to:
- Bádensko-hachberské markrabství r. 1584
- Württembersko-mömpelgardské okněžněné hrabství r. 1597 (obnova virilního hlasu z r. 1559, zaniklého po sloučení s Württemberskem r. 1581
- Sasko-altenburské vévodství r. 1603
- Braniborsko-bayreuthské markrabství r. 1603
- Sasko-gothajské vévodství r. 1640
- "markrabě z Nómeny" (personalista) r. 1736 (de facto náhrada hlasu za Lotrinsko)

Zároveň došlo i k zániku několika virilních hlasů:
- Spojená vévodství Jülich, Kleve a Berg r. 1609 (dědické spory znemožnily následníkům z řad Wittelsbachů a Hohenzollernů uplatnit svůj hlas)
- Tzv. Vnitřní Rakousy (Štýrské, Korutanské a Kraňské vévodství) r. 1619
- Okněžněné hrabství tyrolské a tzv. Přední Rakousy (spojená území) r. 1665
- Lotrinské vévodství r. 1736 (odstoupeno Stanislavu Leszczynskému a po té Francii), viz markrabě z Nómeny

Meklenbursko-güstrowské vévodství získalo plnou nezávislost na Meklenbursku-zvěřínsku teprve roku 1621, svůj virilní hlas si však podrželo již z doby před r. 1582.

## Říšská knížata bez politických práv

### Titulární říšská knížata
Ne všechny knížecí rody, povýšené císařem mezi "nová knížata" opravdu dosáhla virilního hlasu na říšském sněmu a tedy se zařadila mezi říšská knížata v politickém smyslu toho slova. Mnoha rodům se nepodařilo splnit základní podmínku: získat říšsky bezprostřední državu, kterou by říšské stavy na sněmu uznaly za hodnou držet říšské stavovství. Takováto knížata zůstala pouhými knížaty titulární. "Říšskost" jejich titulu spočívala výlučně ve skutečnosti, že jejich knížecí titul platil na území celé říše. Politická práva říšských knížat ovšem neměla a jednou z mála výhod, jež titul přinášel, bylo právo užívat knížecí erb s pláštěm a korunou/kloboukem. V průběhu času docházelo stále více k povýšení do knížecího stavu u osob, u kterých se budoucí zisk bezprostředního léna a usednutí na sněmu ani neočekával. Šlo zejména o morganatické manželky a metresy říšských knížat či kurfiřtů. Z hlediska vztahů k říši a říšskoprávním vztahům tvořila titulární říšská knížata pestrou směsici. Byli mezi nimi ti, kteří drželi bezprostřední léno v rámci říšského rytířstva, což znamenalo, že se toto léno nemohlo stát říšsky stavovským a nešlo z něj odvozovat virilní hlas na sněmu. K těmto rodům patřili Palmové z Gundelfingenu nebo Albertové z Grimberghen. Jinými titulárními knížaty byla duchovní knížata, rovněž s bezprostředním, ale nikoli říšsko-stavovským lénem (abatyše z kláštera Elten v Dolním Porýní) nebo zahraniční suveréni duchovní (velmistr maltézských rytířů, biskup z Varmie) i světští (rody Kettlerů, vévodů kuronských, Báthoryů, knížat sedmihradských). Většina titulárních knížat ale žádné bezprostřední říšské léno nedržela ani nevládla v suverénním státě mimo říši. Většina z nich žila trvale v říši a patřila přímo nebo nepřímo k poddaným císaře. Z řad duchovních knížat šlo např. o arcibiskupy pražského a vídeňského, biskupa z Chiemsee či abatyši ústavu šlechtičen Svatých Andělů na Dobytčím trhu v Praze. Z řad světských knížat např. o knížata z Croÿ, Kinské, Clary-Aldringeny, rody Montecuccoli, Hénin-Liétard a jiné. Obzvláště vysoký počet těchto knížecích rodů žil v zemích rakouských, ale i španělských Habsburků. Císaři z rodu Habsburků často v raném novověku odměňovali své věrné knížecím titulem a mnohým rodům se nepodařilo (leckdy i přes značné úsilí) dát svému titulu také "politický obsah". Habsburkové však odměňovali knížecím titulem také ty jednotlivce a rody, kteří v zemích Svaté říše římské vůbec nebyli usazeni a někdy zde vůbec nedrželi statky. To se někdy mohlo týkat také zahraničních duchovních (arcibiskupové ostřihomští), častěji ale šlo o knížata světská (vedle výše zmíněných panujících rodů např. rody Orsiniů, Potěmkinů, Ghiků, Radziwillů, Sapiehů, Broglieů, Carrafů, Cardenasů, Cowperů nebo jednotlivci jako Ivan Mazepa a Jerzy Ossoliński). Zvláštní místo mezi titulárními knížaty zaujímaly morganatické manželky a metresy říšských knížat i s jejich nerovnorodými potomky. Manželkou povýšenou do knížecího stavu byla např. slezská šlechtična Anna Ursula z Reibnitz provdaná za olešnického knížete Jindřicha Václava Minstrberského nebo lady Elisabeth Berkley, která se vdala za (abdikovaného) ansbašského a bayreuthského markraběte Karla Alexandra. Nobilitovanou milenkou pak byla vestfálská šlechtična Ursula Katharina von Altenbockum, která si prožila milostný vztah s kurfiřtem Augustem II. Saským a získala tak (formální) titul kněžny těšínské. Knížecího titulu se od císaře dostalo také nemanželským potomkům rodu Hesenských (knížata z Hessensteinu) a morganatickým dětem knížat anhaltských (princové z Bährnfeldu).

### "Hraběcí" a "prelátská" knížata
Jistým mezistupněm mezi "novými" a titulárními knížecími rody byly takové rody, které získaly říšský knížecí titul, ke kterému držely nebo nově získaly říšské léno, které říšský sněm uznával za plnohodnotné k získání říšského stavovství, nikoli ovšem k držbě virilního hlasu. Takováto knížata se musela spokojit s hlasem v některé kurii říšských hrabat a pánů. Léno těchto "hraběcích" knížat mohlo mít v říšské hierarchii status panství, hrabství, ale i knížectví nebo okněžněného hrabství. Mohlo tedy titulárně převyšovat říšská léna nových knížat s virilním hlasem. "Hraběcí" knížata mohla pocházet ze starých říšských hraběcích rodů, které zasedaly na říšském sněmu již od jeho vzniku v l. 1489/95. Knížecí titul tak pro ně v politickém smyslu neznamenal žádnou sněmu. Obzvláště velkých počet těchto hrabat byl do knížecího stavu povýšen za krátké vlády Karla VII. Mezi starými hraběcími rody s knížecím titulem a říšským stavovstvím s kuriálním hlasem bychom našli Schönburgy, Stolbergy, Oettingeny, Fuggery, Löwensteiny z Wertheimu, Hohenlohy, Salm-Reifferscheidty a další rody. Mezi rody, jejichž majetková základna ležela v habsburských zemích, ve vlastní říši byly "cizí" a teprve dodatečně získaly říšsky bezprostřední léno nebo se staly stavovskými personalisty (osobní říšské stavovství bez léna) patřily rody Colloredo-Mannsfeldů, Starhembergů, Windisch-Graetzů, Orsiniů z Rosenbergu, Ligne, Sinzendorfů a jiných. V roce 1803 po Hlavním usnesení říšské deputace byl některým z těchto rodů přislíben virilní hlas, ovšem žádný z těchto rodů již na nově vytvořeném místě na lavici knížat nestihl usednout. Po mediatizaci drobných říšských knížat (zejména knížat "nových" a "hraběcích") se vůči knížatům s přislíbeným virilním hlasem přistupovalo různě. Pruský dvorský ceremoniální řád z r. 1878 je řadil k novým knížatům (s virilním hlasem), rakouský dvorský ceremoniální řád z r. 1839 k "hraběcím" knížatům (s kuriálním hlasem). Mezi rody, které měly v roce 1803 získat virilní hlas byli např. Hohenzollernové ze Sigmaringenu, Löwensteinové z Wertheimu na Rosenbergu, Waldeckové, Hohenlohové, Oettingenové nebo rod Looz-Corswarem. Na sněmu Svaté říše římské se vytvořila čtyři kolegia říšských hrabat (a pánů), z nichž každé mělo jeden hlas na sněmu a v každém z nich postupně zasedala také knížata: Wetterauské, Francké, Švábské a Dolnorýnsko-vestfálské.
Osoby s knížecím titulem a bez virilního hlasu knížat bychom mezi říšskými stavy nalezli také v obou kolegiích říšských prelátů. Tito preláti (opati, abatyše a podobně) mohli být do knížecího stavu povýšeni již ve středověku (to byl rozdíl oproti "hraběcím" knížatům, jejichž titul spadal až do doby "Nových" knížat. Protože ale církevní instituce, v jejímž čele stály, dosahovala relativně menšího významu, nebyla jim přiznána pocta "opravdových" říšských knížat, ale jen prelátů s knížecím titulem. Šlo např. o abatyše z vestfálského Essenu, porýnského Kornelimünsteru (nedaleko Cách), harzského Quedlinburgu nebo nizozemského Thornu (v Horních Geldrách). Na říšském sněmu existovala dvě kolegia říšských prelátů: Švábské a Rýnské.

## Seznamy říšských knížat

### Světská knížata
† Jsou označeny knížecí rody, které vymřely nebo ztratily sněmovní hlas před zánikem Svaté říše v roce 1806
†† Jsou označeny (staroknížecí) rody, které vymřely nebo ztratily hlas na sněmu před rokem 1582
K nejstarším říšským knížecím dynastiím, které vymřely ještě před ustavením pevné instituce říšského sněmu r. 1489/1495 patřili např. Ottoni, Reginarovci, Wigerichovci, Menhartovci, Přemyslovci, Zähringenové, Štaufové, Babenberkové, Lucemburkové, Celjští a další
K rodům tzv. starých knížat, zastoupených před rokem 1582 na říšském sněmu náleželi:
- Wittelsbachové (1180 Bavorské vévodství, 1156 Kurfiřtská Falc)
- Habsburkové (1182 Rakouské země, 1526/1627 Čechy, 1482/1549 Burgundsko)
- Wettinové (1423 Saské kurfiřtství a vévodství)
- Askánci (1218 Anhaltské knížectví, 1180 Sasko-Lauenbursko)
- Lotrinští (1473 Lotrinsko)
- Bádenští (1365 Bádenské markrabství)
- Lovaňská dynastie (1292 Hesenské lankrabství)
- Leuchtenbergové (1450 Leuchtenberg)
- Hohenzollernové (1417 Braniborsko, 1363 Ansbašsko a Bayereuthsko)
- Meklenburští (1348 Meklenbursko)
- Gryfité (1348 Pomořansko) †
- Dynastie z Marky (1417 Kleve, 1511 Jülich, 1521 Berg a 1482 Bouillon) †
- Oldenburkové (1474 Holštýnsko)
- Hennebergové (1310 Henneberg) †
- Württemberkové (1495 Württembersko a 1559/1597 Mömpelgard)
- Savojští (1310 Savojsko)
- Plavenští (1547 Míšeňské purkrabství) ††
- Oranžští (1163 Oranžské knížectví) ††
- Arenbergové (1576 Ahrenberg)

K rodům tzv. nových knížat, která opravdu zasedla na knížecí lavici, a která získala virilní hlas na říšském sněmu po roce 1582, náleželi:
- Hohenzollernové (katolická švábská větev) (1653, Hohenzollernsko-Hechingen)
- Eggenberkové (1653, Gradiška) †
- Lobkovicové (1653/54, Sternstein-Neustadt)
- Salmové (1654, Horní Salm)
- Ditrichštejnové (1654/86, Tarasp)
- Ottavio Piccolomini 1654 †
- Nasavští (1654, Nasavská knížectví) - 2 hlasy
- Auerspergové (1654/1664, Thengen)
- Johann Ferdinand Porcia 1654 †
- Cirksenové (Východní Frísko) 1667 †
- Fürstenbergové (1667, Fürstenberg)
- Schwarzenbergové (1674, Schwarzenberg)
- Waldeckové (1686, Waldeck-Eisenberg) †
- John Churchill, vévoda z Marlborough (1706, Mindelheim) †
- Lambergové (1709, Leuchtenberg) - staroknížecí hlas †
- Lichtenštejnové (1713/23, Lichtenštejnsko)
- Thurn-Taxisové 1754
- Schwarzburgové (1754, Schwarzburg)

Podrobný seznam světských knížat i s jejich knížectvími naleznete pod heslem Seznam světských říšských knížat a knížectví

### Duchovní knížata (výběr)
K duchovním knížatům patřili arcibiskupové, biskupové, opati, probošti a velmistři. Mimo tří arcibiskupů, kteří dosáhli kurfiřtské hodnosti: mohučského, trevírského a kolínského, patřili k duchovním knížatům po reformaci např.:
- arcibiskup salcburský
- arcibiskup besançonský
- biskup augšpurský
- biskup pasovský
- biskup münsterský
- biskup kostnický
- biskup tridentský
- biskup lutyšský
- biskup řezenský
- biskup churský
- biskup špýrský
- biskup bamberský
- biskup hildesheimský
- (luteránský) biskup lübecký - od reformace biskupství dědičné v rodu Oldenburgů
- Vysoký a německý mistr Řádu německých rytířů
- opat fuldský
- opat corveyský
- opat kemptenský
- probošt berchtesgadenský
- probošt weißenburský
- německý velkopřevor Řádu maltézských rytířů

Kompletní seznam duchovních knížat naleznete pod heslem Kníže-biskup#Knížata-biskupové ve Svaté říši římské, Kníže-biskup#Knížata-preláti a Říšský prelát

### Okněžněná říšská území "starých knížat"
Důležitá říšská knížectví, jejichž vládci se v průběhu středověku objevovali na říšských sněmech, případně byli v roce a po roce 1489/1495 přijati s virilním hlasem na říšským sněm byla tato:
1. 1156 Rakouské vévodství (od r. 1530 arcivévodství)
2. 1163 Oranžské knížectví
3. 1180 Štýrské vévodství
4. 1188 Markrabství Namur
5. 1235 Brunšvicko-Lüneburské vévodství
6. 1265 Markrabství Landsberg
7. 1292 Hesenské lankrabství
8. 1310 Savojské (okněžněné) hrabství (od r. 1416 vévodství)
9. 1310 Henneberské okněžněné hrabství
10. 1336 (Okněžněné) hrabství Jülich (od r. 1356 vévodství)
11. 1339 Geldernské vévodství
12. 1348 Pomořanské vévodství
13. 1348 Meklenburské vévodství
14. 1354 Lucemburské vévodství
15. 1363 Norimberské purkrabství
16. 1365 Bádenské markrabství
17. 1380 Vévodství Berg
18. 1396 Milánské vévodství
19. 1417 Vévodství Kleve
20. 1433 Mantovské markrabství (od r. 1530 vévodství)
21. 1436 Knížectví Celje a Orttenburg
22. 1450 Leuchtenberské lankrabství
23. 1452 Vévodství Modena a Reggio
24. 1474 Holštýnské vévodství
25. 1493 Tyrolské okněžněné hrabství
26. 1495 Württemberské vévodství
27. 1532 Florentské vévodství (od r. 1569/1576 Toskánské velkovévodství)
28. 1547 Míšeňské purkrabství
29. 1559 Hrabství Mömpelgard (od r. 1597 okněžněné hrabství)
30. 1576 Okněžněné hrabství Ahrenberg (od r. 1644 vévodství)

Podrobný seznam světských knížectví naleznete pod heslem Seznam světských říšských knížat a knížectví

## Seznam německých knížat, kteří zůstali panovníky i ponapoleonskéinvazi
- Hohenzollern-Hechingen, do roku 1849
- Hohenzollern-Sigmaringen, do roku 1849
- Lichtenštejnové
- Lippe, do roku 1918
- Reuss-Greiz, do roku 1908
- Reuss-Lobenstein-Ebersdorf, do roku 1853
- Reuss-Schleiz-Gera, do roku 1918
- Schaumburg-Lippe, do roku 1918
- Schwarzburg-Rudolstadt, do roku 1918
- Schwarzburg-Sondershausen, do roku 1909
- Waldeck-Pyrmont, do roku 1918

## Čestné tituly a predikáty říšských knížat
| Latinsky                                | Německy                               | Česky                                         | Poznámka |
| --------------------------------------- | ------------------------------------- | --------------------------------------------- | --- |
| Venerabilis                             | Würdig                                | Důstojný                                      | Predikát duchovních knížat v raném středověku |
| Reverendissimus                         | Hochwürdigst                          | Nejdůstojnější                                | Predikát duchovních knížat ve vrcholném a pozdním středověku i v raném novověku |
| Illustris                               | Wohlgeboren                           | Urozený, Blahorodý                            | Predikát světských knížat v raném středověku |
| Illustrissimus                          | Hochgeboren                           | Vysoce urozený, Vysokorodý                    | Predikát světských knížat užívaný od vrcholného středověku knížaty, která neměla nárok být titulována: "Jasnosti". |
| Superillustris                          | Erlaucht                              | Osvícenost                                    | Alternativní predikát říšských knížat, r. 1829 přiznán bývalým říšským hrabatům |
| Celsissimus                             | fürstliche Gnaden                     | Nejvznešenější (lat.); knížecí Milost (němč.) | V německé podobě běžně užívaný predikát říšských knížat, v latinské podobě predikát říšských knížat-biskupů a několika vybraných světských knížecích rodů. Italská knížata si často svévolně polepšovala svou titulaturu tím, že tento udělený čestný titul překládala jako "Jasnost".                                         |
| Serenitas (kalk), Serenissimus (3. os.) | Durchlaucht                           | Jasnost                                       | Predikát světských kurfiřtů, postupně pak všech panujících světských knížat s virilním hlasem |
| Carissimus                              | Euer Liebden                          | Vaše Láska; též Vaše Milost                   | Kurtoazní oslovení knížat ze strany císaře a také od přibližně stejně postavených osob. Často jej užívala v korespondenci knížata a králové mezi sebou, zvláště, byli-li příbuzensky spjati. Ve významu "Vaše Milosti" mohlo být užito také podřízenými či jen níže postavenými osobami                                        |
| Caritas Tua                             | Dain Lieb; též Deiner Liebden         | Tvoje Láska                                   | Viz řádek výše |
| Consanguinei dilecti                    | Lieber Oheim                          | Milý strýče                                   | Oslovení knížat ze strany císaře, "Oheim" ve staré němčině znamenal manžela pokrevní tety, tj. strýce sňatkem (tzv. afinitní strýc) |
| Consanguinei dilecti                    | Lieber Vetter                         | Milý bratranče                                | Variantní oslovení knížat ze strany císaře |
| Nos                                     | Wir                                   | My                                            | Tzv. plural maiestaticus, užívala ho (sama vůči sobě) veškerá říšská knížata (včetně titulárních) a panující říšská hrabata |
| Dei Graciam                             | von Gottes Gnaden                     | z Boží milosti                                | Predikát panujících knížat a vyšších panovníků obecně. Říšským hrabatům byl zapovězen. Výjimečně a na základě tradice byl užíván i knížaty nepanujícími (např. olomouckými biskupy). Knížata ho užívala sama vůči sobě a jen v písemných dokumentech v intitulaci (privilegia, majestáty apod.) a při podpisu (korespondence). |
| fidelis Nostri                          | Unser lieber Getreue                  | Věrný náš milý                                | Obecné oslovení od panovníka (tedy např. od říšského knížete) vůči jemu poddané osobě. U výše postavených poddaných, např. pokud se císař obracel na svá říšská knížata, bývala tato formulace doplněna o další čestné tituly a predikáty, které dané osobě náležely dle kancelářského a dvorského protokolu.                  |
|                                         | Dienstwilligster                      | Nejoddanější služebník                        | Formulka podřízenosti, užívaná při podpisu i verbálně. Stará knížata ji vyžadovala i od nových knížecích rodů |
| -                                       | Hochderselben; -dieselben; deroselben | -                                             | Zvláštní německý výraz, představující faktickou zkratku v titulování, užívanou v průběhu textu namísto opakování celého předchozího titulu. |

## V jiných jazycích
| Jazyk                                            | Titul                            |
| ------------------------------------------------ | -------------------------------- |
| latinsky (středověkou, nikoli klasickou latinou) | princeps imperii                 |
| německy                                          | Reichsfürst                      |
| italsky                                          | principe del Sacro Romano Impero |
| francouzsky                                      | prince du Saint-Empire           |
| anglicky                                         | prince of the Holy Roman Empire  |
| polsky                                           | książę Rzeszy                    |
| maďarsky                                         | birodalmi herceg                 |
| nizozemsky                                       | rijksvorst                       |
| rusky                                            | имперский князь                  |